# Hieracium maesticolor
Hieracium maesticolor är en tvåhjärtbladig växtart som beskrevs av Karl Johansson. Hieracium maesticolor ingår i släktet hökfibblor och familjen korgblommiga. Arten är reproducerande i Sverige.